# Hygrotus inaequalis
Hygrotus inaequalis es una especie de escarabajo del género Hygrotus, familia Dytiscidae. Fue descrita científicamente por Fabricius en 1777.

## Distribución geográfica
Habita en Europa, el norte de Asia (excluyendo China) y Asia meridional.